# Comuna 8 (Tunja)
La Comuna 8 Suroriental de Tunja es una importante zona residencial y comercial.

## Límites
Norte: Calle 5: Comuna 7

Sur: Vereda Runta (Tunja)

Este: Veredas Runta y Pirgua

Oeste: Avenida Oriental: Comuna 5 y  Comuna 6

## Geografía
La comuna se encuentra situada en un valle fértil aledaño a la loma de Soracá.

## División administrativa
Algunos de los barrios son:
| - Ciudad Jardín - Pinos de Oriente - San Francisco - Antonia Santos (3 Etapas) - La Florida - Jordán - Tunjuelito - Cooservicios - Santa Marta - Finca San Antonio - San Carlos - La Perla |

## Sitios de interés
- Iglesia del Barrio San Francisco
- Plaza de Toros
- Central de Mercadeo de Tunja